# Branimir Koloper
Branimir Koloper (* 31. Oktober 1985 in Zagreb) ist ein kroatischer Handballspieler und Handballtrainer.

## Karriere
Branimir Koloper begann in seiner Jugend beim RK Zagreb mit dem Handball. Ab 2004 spielte er in der 1. Männermannschaft, mit der er von 2005 bis 2009 jeweils sowohl die Meisterschaft als auch den Pokal gewann. Ab 2009 spielte der 1,95 Meter große Kreisläufer beim slowenischen Klub RD Slovan in Ljubljana. Zur Saison 2011/12 wechselte Koloper zum damaligen Zweitligisten ThSV Eisenach, mit dem er 2013 in die 1. Liga aufstieg. Im Sommer 2016 wechselte er zum Schweizer Erstligisten GC Amicitia Zürich. Ab Januar 2017 stand Koloper beim TuS N-Lübbecke unter Vertrag, mit dem er am Saisonende 2016/17 in die Bundesliga aufstieg. Anschließend schloss er sich dem Drittligisten TuS Ferndorf an. Mit Ferndorf stieg er in der Saison 2017/18 in die 2. Handball-Bundesliga auf und schaffte in der Saison 2018/19 den Klassenerhalt. Im Sommer 2022 wechselte Koloper zum Drittligisten HG Saarlouis, bei dem er bis zum Mai 2023 als Spielertrainer tätig war.